# Knut Forsberg

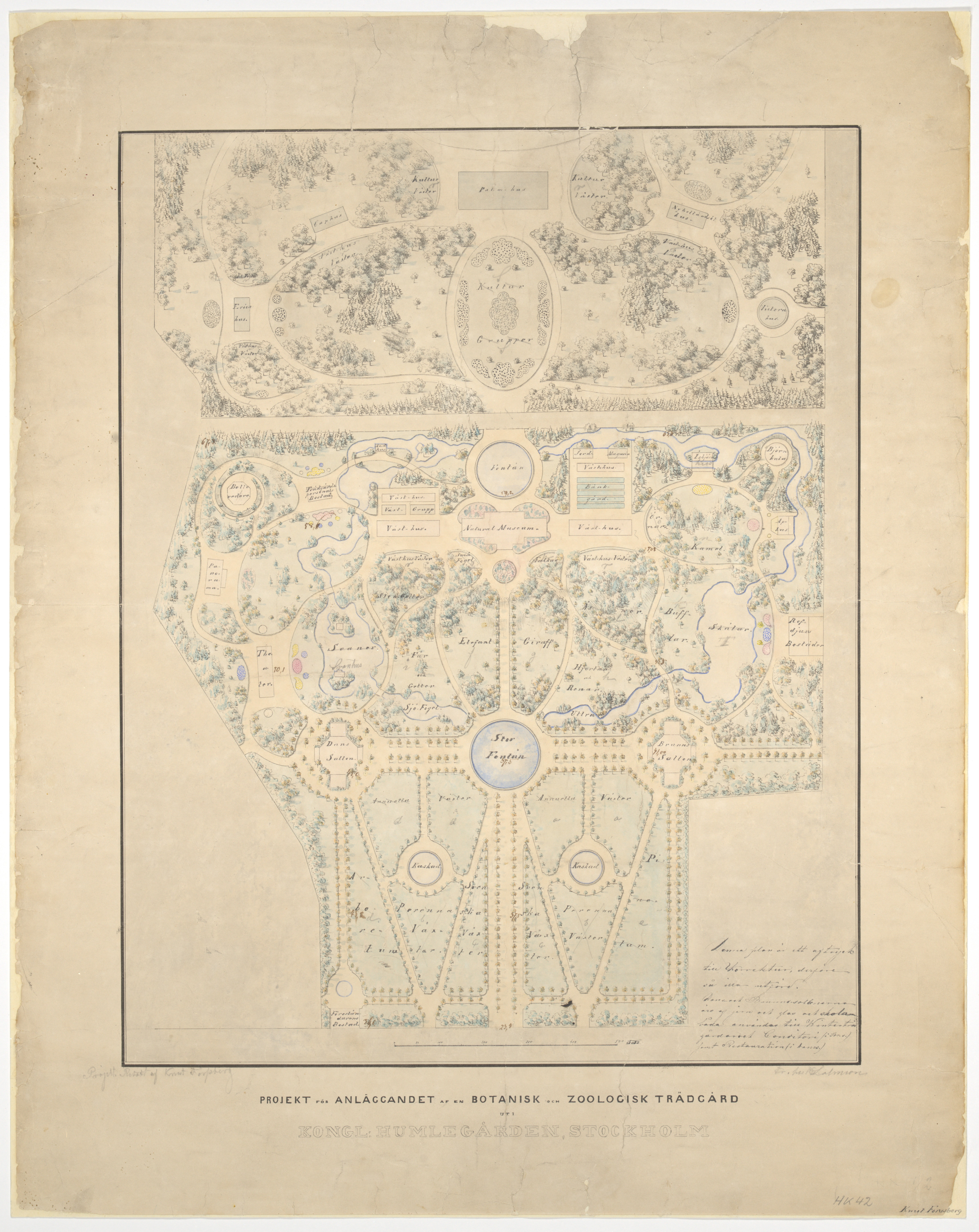
Ritning, projektplan, för anläggandet av en botanisk och zoologisk trädgård i Humlegården i Stockholm av Knut Forsberg.

Knut Malte Forsberg, född 15 december 1829 i Stockholm, död 23 juli 1895 i Brooklyn, New York, var en svensk-amerikansk trädgårdsarkitekt och skribent.
Knut Forsberg var son till hovlakejen Carl PromenadenForsberg. Han utbildade sig till trädgårdsarkitekt vid Sävstaholm och Rosendals trädgårdar samt vid Kungliga trädgårdarna i Laeken och Kew Gardens. 
Omkring 1850 arbetade han i Norrköping. Där skapade han stadens första park på Saltängen, som snare kallades Järnvägsparken, och senare Carl Johans park, och lade fram planen för Norra Promenaden 1856.
i slutet av 1850-talet arbetade han i Högsjö. Han anlade 1852-1853 Berzelii park och utförde trädgårdsanläggningar vid Villa Lido och Täcka udden. Knut Forsberg levde ett utsvävande liv, och hade ständigt dålig ekonomi. Genom vännen August Blanche säkrade han dock sin ekonomi genom att 1854 gifta sig med den 45 år äldre brukspatronsänkan Johanna Fredricå ens. Hanå förslösade dock snabbt hennes kapital, och under de sista åren fram till hennes död 1862 levde de åtskilda. År 1862 startade han tidskriften Tidskrift i naturförsköningskonsten, som dock endast utkom i tre nummer. Han reste 1863-1864 genom Italien tillsammans med August Blanche, och slog sig efter sin återkomst till Sverige ned i Göteborg. Han begav sig därefter 1865 till Åbo där han arbetade med att utveckla parken kring Samppalinna kulle. Han planerade även en park på Runsala, men hans anläggningar ansågs för dyra. Forsberg återvände därefter till Stockholm, där han var aktiv i Skarpskytterörelsen. Han skall även ha skrivit radikala artiklar i Aftonbladet och var medarbetare i Söndags-Nisse. Han lade fram planer på omdanande av Humlegården och Kungsträdgården, men endast delar av det senare antogs. En tid återvände han till Göteborg. År 1869 eller 1870 emigrerade Forsberg till USA. Där arbetade han som ritare i Brooklyn, men verkställde även omdaningsarbeten i Central Park omkring 1872 och i Lincoln Park i Chicago. han försökte sig även på tidskriftsutgivande där, men utan framgång.

## Fotnoter
1. 1 2  Knut M Forsberg, Svenskt biografiskt lexikon, Svenskt Biografiskt Lexikon-ID: 14338, läs online.[källa från Wikidata]